# Ingo Schubert
Ingo Schubert (* 26. Dezember 1927 in Dresden; † 14. Dezember 1999) war ein deutscher Arzt und Hochschullehrer sowie Politiker (CDU, 1949–1990 DDR-CDU). Von 1990 bis 1994 war er Abgeordneter des Sächsischen Landtages.

## Leben
Ingo Schubert besuchte das Humanistische Gymnasium Kreuzschule in Dresden und legte im Jahr 1946 sein Abitur ab. Nach einer Ablehnung für das Studium war er Schauspieleleve und Schauspieler in Dresden. Ab 1951 studierte er Humanmedizin in Leipzig mit dem Staatsexamen im Jahr 1956. Schubert promovierte nach der Vollapprobation in der Anatomie und war danach in der Neurologie und Psychiatrie tätig. 1961 war er Facharzt an der Universitätsnervenklinik Leipzig. Schubert spezialisierte sich auf die Neurologie und die Neuroradiologie und war bis 1968 wissenschaftlicher Oberassistent und Oberarzt an der Universitätsklinik Leipzig. Danach leitete Schubert die Neurologie im Fachkrankenhaus für Neurologie und Psychiatrie in Altscherbitz. Ab 1973 war er dort Ärztlicher Direktor und Chefarzt. Später wurde er Lehrbeauftragter (Facultas Docendi) an der Universität Leipzig. Schubert war Mitglied in der Diplom-Kommission der Medizinischen Fakultät.
Schubert war evangelisch-lutherisch und verheiratet.

## Politik
Ingo Schubert gehörte seit 1946 der CDU an. Zwischen 1970 und 1973 war er Stadtverordneter in Leipzig. Schubert betrieb aktiv Gesundheitspolitik und engagierte sich ab 1990 im gesundheitspolitischen Arbeitskreis des Landesverbandes der CDU.
Im Oktober 1990 wurde er über den Wahlkreis 13 (Leipzig, Land 1) mit 47,0 % der Stimmen in den Sächsischen Landtag gewählt, dem er für eine Wahlperiode bis 1994 angehörte. Dort war er Mitglied im Ausschuss für Wissenschaft und Hochschulen sowie im Ausschuss für Soziales, Gesundheit, Familie und Frauen.

## Belege
- Klaus-Jürgen Holzapfel (Hrsg.): Sächsischer Landtag: 1. Wahlperiode, 1990–1994; Volkshandbuch. NDV Neue Darmstädter Verlagsanstalt, Rheinbreitbach 1991, ISBN 3-87576-265-7. S. 61 (Ausschüsse: S. 91 f.). (Stand Mai 1991)

| Personendaten    | Personendaten                                                     |
| ---------------- | ----------------------------------------------------------------- |
| NAME             | Schubert, Ingo                                                    |
| KURZBESCHREIBUNG | deutscher Arzt, Hochschullehrer und Politiker (DDR-CDU, CDU), MdL |
| GEBURTSDATUM     | 26. Dezember 1927                                                 |
| GEBURTSORT       | Dresden                                                           |
| STERBEDATUM      | 14. Dezember 1999                                                 |